# Observatoire de l'eau
Les observatoires de l'eau sont, en France, des portails d'information permettant de connaitre et de présenter l'état des milieux aquatiques, tant sur le plan quantitatif que qualitatif, sous la forme d'indicateurs.
Ce sont des outils de « partage des connaissances et d’aide à la décision » qui opèrent à l'échelle régionale ou départementale. Les observatoires de l'eau sont des structures portées par des acteurs publics (conseil général, conseil régional, agences de l'eau, groupements d'intérêt public…).
Une dizaine d'observatoires de l'eau ont été créés en France. Le plus souvent, leur création répond à un besoin d'information lié au contexte particulier d'un territoire, soumis à des pressions importantes (tourisme, pollution aux nitrates, forte densité humaine…) et comportant des enjeux environnementaux majeurs (territoire en tête de bassin versant, présence d'espèces sensibles…).
Ils s'inscrivent dans le cadre de la directive cadre sur l'eau « qui recommande de faciliter l’accès du public à l’information et de disposer de données fiables pour une meilleure évaluation de la politique de l’eau ».

## Objectifs
- Rassembler des données provenant de différents acteurs et les valoriser sous forme de synthèses, tableaux de bords, documents, interfaces cartographiques...
- Diffuser les informations collectées auprès du grand public, des professionnels de l'eau et des élus.

## Thématiques
Le champ d'action des observatoires de l'eau ne se limite pas aux cours d'eau, plans d'eau et littoraux, mais intègre également des thématiques variées liées au domaine de l'eau :
- l'assainissement (collectif et individuel)
- l'eau potable
- les eaux de baignade
- le prix de l'eau
- les usages de l'eau
- les outils de gestion de l'eau (SDAGE, contrats de rivières…)
- les zones humides